# Australian Open 1981
Wielkoszlemowy turniej tenisowy Australian Open w 1981 roku rozegrano w Melbourne w dniach 30 listopada - 6 grudnia.

## Zwycięzcy

### Gra pojedyncza mężczyzn
- Johan Kriek (RSA) - Steve Denton (USA) 6:2, 7:6, 6:7, 6:4

### Gra pojedyncza kobiet
- Martina Navrátilová (TCH) - Chris Evert (USA) 6:7, 6:4, 7:5

### Gra podwójna mężczyzn
- Mark Edmondson (AUS)/Kim Warwick (AUS) - Hank Pfister (USA)/John Sadri (USA) 6:3, 6:7, 6:3

### Gra podwójna kobiet
- Kathy Jordan (USA)/Anne Smith (USA) - Martina Navrátilová (TCH)/Pam Shriver (USA) 6:2, 7:5

### Gra mieszana
Nie rozegrano turnieju par mieszanych